# پله پترسون
پله پترسون (انگلیسی: Pelle Petterson؛ زادهٔ ۳۱ ژوئیهٔ ۱۹۳۲) مهندس، و قایقران قایق بادبانی اهل سوئد است.